# 若林理央
若林理央（わかばやし りお）は、日本のフリーライター、コラムニスト。大阪府出身。
神戸女学院大学卒業。Webメディア「好書好日」「ダ・ヴィンチWeb」、雑誌「月刊MOE」等を中心に、書評やインタビュー記事を執筆する。いじめや不登校といった自身の経験と、日本語教師、アイドルなどの多様な職歴から「普通とは何か」をテーマにエッセイや小説の執筆もしている。

## 人物
- 自分の経験を書いたコラム[2]、漫画評、漫画家の取材記事（対象はよしながふみ、東村アキコ、押見修造など）[3]を発表。
- ナレーターとしては沢木梨央名義で南天のど飴のWeb動画「南天キャンディーズの痛快通販」キャンペーンのオペレーター[4]などを務めた。

- KADOKAWA、朝日新聞社、主婦と生活社などのウェブサイトや雑誌に寄稿。[5]

## 著作
- 母にはなれないかもしれない[6]旬報社